# Amphicoma carceli
Amphicoma carceli là một loài bọ cánh cứng trong họ Glaphyridae. Loài này được Castelnau miêu tả khoa học năm 1832.